# Pseudopseustis cymatodes
Pseudopseustis cymatodes là một loài bướm đêm trong họ Noctuidae.